# 楊復恭
楊復恭（？—894年），字子烙，本姓林，福建人，唐朝宦官。

## 簡歷
弘農郡公楊復光從兄。唐懿宗時，鎮壓龐勳有功，升樞密使。
黄巢之亂，黃巢攻克长安（今陕西西安），僖宗出逃兴元，楊復恭代田令孜为左神策中尉。僖宗回長安後，任復恭為左神策護軍中尉、六軍十二衛觀軍容使，封魏國公。
唐僖宗病危時，復恭趁命右神策護軍中尉劉季述迎立擁立壽王李傑即帝位，是為昭宗，有功，专典禁兵，擅權跋扈。
杨复恭暗中與河東節度使李克用勾結，反对唐昭宗讨伐李克用，并从中作梗，最终朝廷军大败于河东军。杨复恭的养子杨守贞被任为龙剑节度使，杨守忠被任为武定军节度使，都不纳贡，上表诋毁诽谤朝廷。昭宗想让舅舅王瓌为节度使，杨复恭不肯，王瓌就骂他，杨复恭同意任王瓌为黔南节度使，但王瓌行经杨复恭养堂侄山南西道节度使杨守亮地界时，被杨复恭指使杨守亮谋害。
大顺二年（891年）八月，杨复恭被迫以上将军致仕。
大順二年（891年）冬十月，被告發謀反。十一月八日，昭宗令天威都將李順節等人逮捕楊復恭。張綰、楊守信奮死抵抗，九日禁軍劉崇望前兵增援，楊府漸感不支。楊復恭出逃至興元依附楊守亮。
景福元年（892年）七月，楊守亮欲投奔李克用，至華州，被韓建擒獲。楊復恭素跟韓建不和，對其辱罵，韓建大怒，將楊守亮一行人押解至長安斬首。

## 延伸阅读
[在维基数据编辑]
 《舊唐書·卷184》，出自刘昫《舊唐書》
 《新唐書/卷208》，出自《新唐書》